# Orpiment
Het mineraal orpiment of auripigment is een arseen-sulfide met de chemische formule As2S3.

## Eigenschappen
Het doorzichtig tot doorschijnend citroengele, oranjegele of bruingele orpiment heeft een parelglans, een vaalgele streepkleur en het mineraal kent een perfecte splijting volgens het kristalvlak [010]. Het kristalstelsel is monoklien. Orpiment heeft een gemiddelde dichtheid van 3,52, de hardheid is 1,5 tot 2 en het mineraal is niet radioactief. Het mineraal is sterk pleochroïsch, van wit tot grijswit met een lichtrode tint.

## Naamgeving
De naam van het mineraal auripigment is afgeleid van het Latijnse aurus (goud) en pigmentum (kleurstof), vanwege de gouden glans van het mineraal. Als gele verfstof was het ook bekend onder de naam operment, geel zwavelarsenicum, rusgeel, Chineesgeel of koningsgeel.

## Voorkomen
Orpiment is een mineraal dat wordt gevormd in hydrothermale aders van lage temperatuur, in hete bronnen en als een verweringsproduct van arseen-houdende mineralen, voornamelijk realgaar. De typelocatie is niet gedefinieerd. Het mineraal wordt onder andere gevonden in de Twin Creeks mijn, ten noorden van Winnemucca, Humboldt County, Nevada, Verenigde Staten.

## Gebruik als pigment

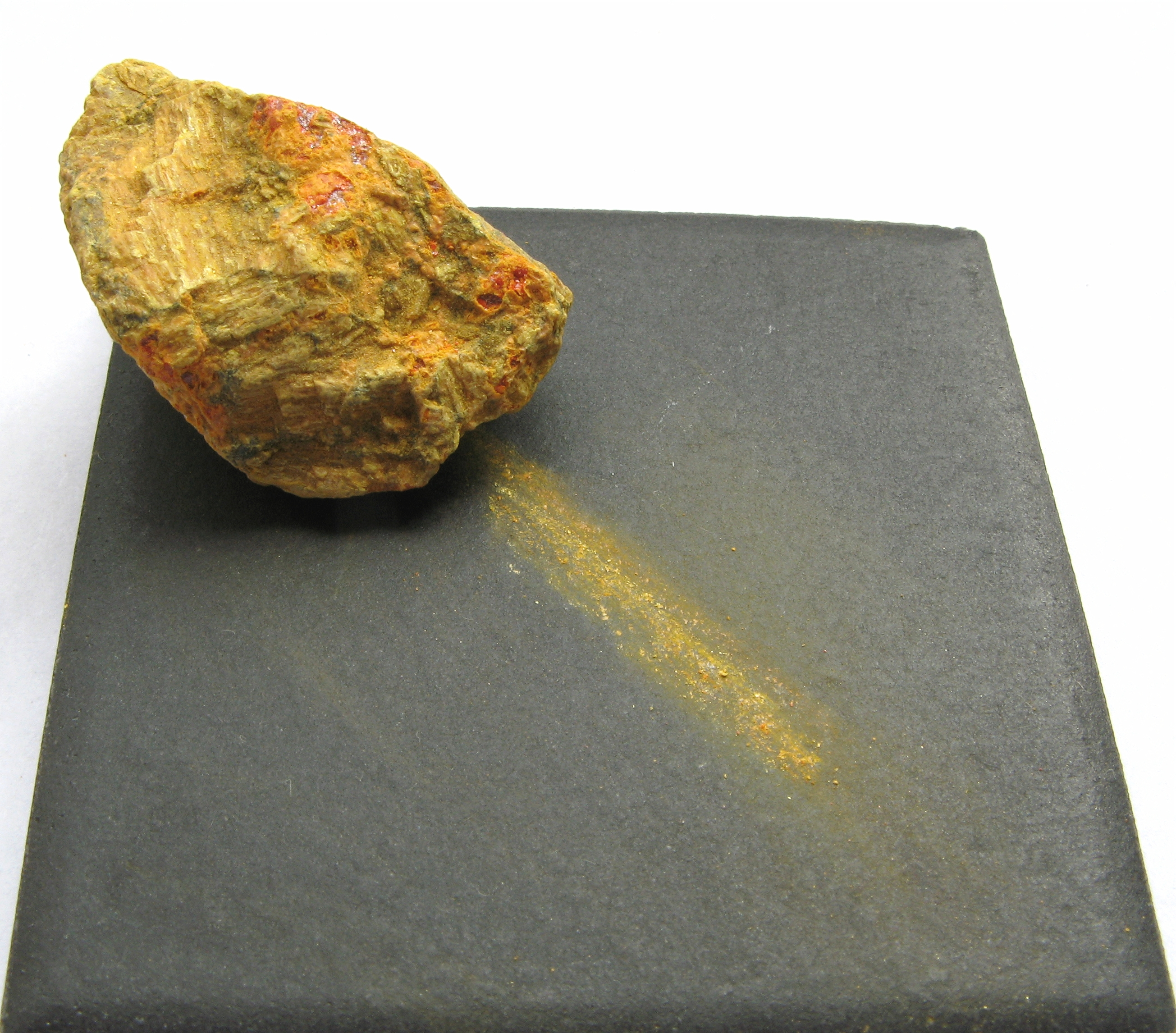
Orpiment geeft een goudgele kleur

Het mineraal werd sinds de Oudheid gebruikt als pigment waartoe het verpulverd werd, gewassen om een surplus aan zwavel te verwijderen en gemengd met een bindmiddel. Wegens de taaie structuur die zich onder druk vormt, was het verpulveren niet eenvoudig. De taaie laagjes werden handmatig gepeld en met houten spatels geplet daar contact met metaal tot verkleuringen leidde. Het mineraal werd gevonden nabij vulkanen en warmwaterbronnen, vaak samen met het rode realgaar dat ook weleens in het pigmentpoeder verzeild raakte.

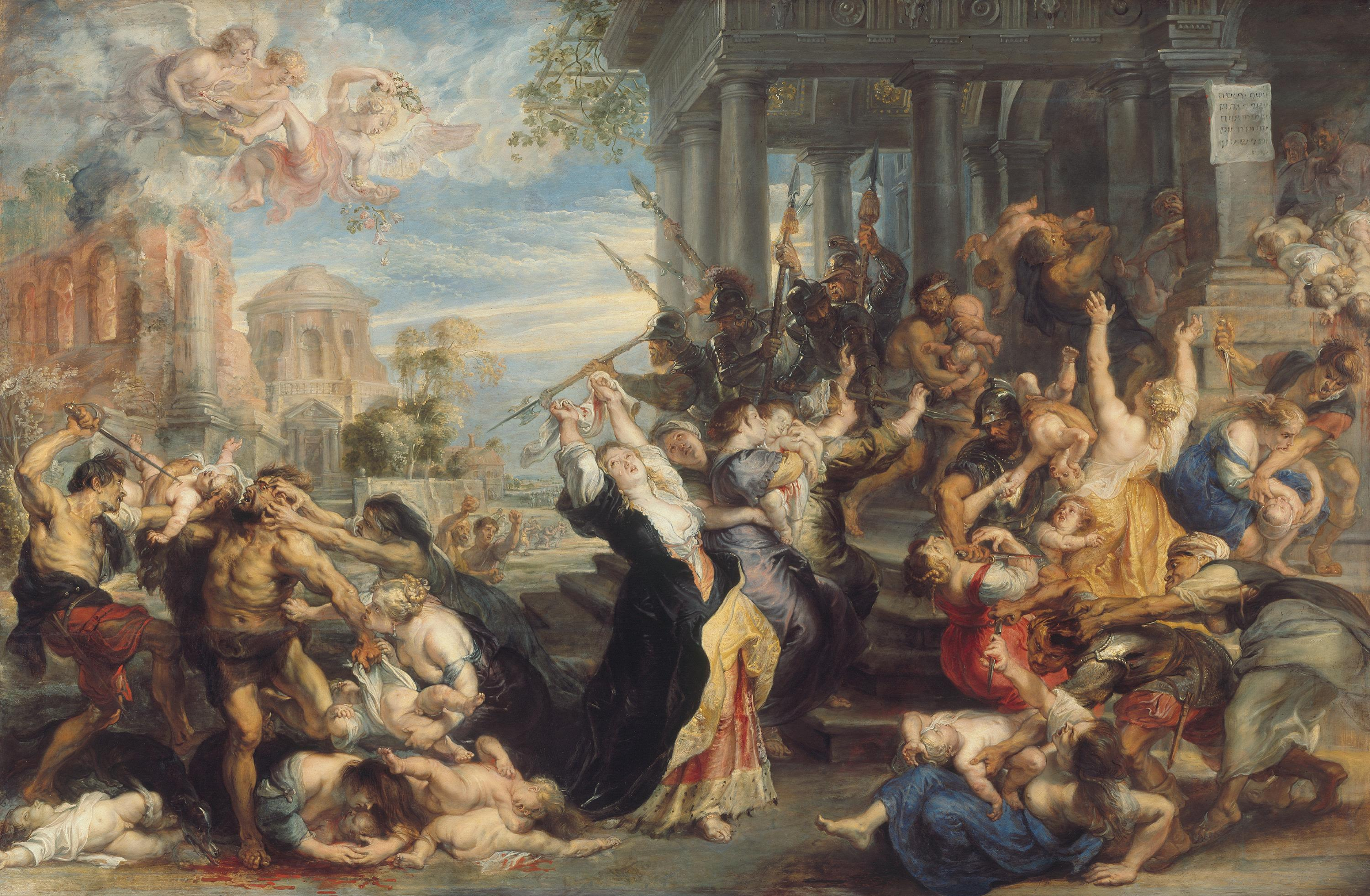
De gele jurk rechts in Rubens' Kindermoord in Bethlehem is in orpiment

De oudste bekende toepassingen stammen uit het Oude Egypte waar het gevonden is op objecten uit de eenendertigste eeuw voor Christus, zoals sarcofagen, en op papyri. Opmerkelijk, gezien de giftigheid, was het gebruik in cosmetica. Het dure pigment werd in Egypte soms versneden met gele oker. In het Grieks heette het arsenikon en de naam van het element arsenicum is daarvan afgeleid. In het Perzisch was de naam zarnich, "goudkleurig". Plinius de Oudere en Vitruvius vermelden het als auripigmentum, letterlijk "goudspigment". Tijdens de late middeleeuwen werd het via Venetië uit Klein-Azië in Europa geïmporteerd. De Franse naam orpiment werd toen gebruikelijk. Het werd vooral in tempera toegepast, vaak voor de illustratie van handschriften, bijvoorbeeld in de heraldiek. Zegelwas kreeg er een mooie gouden kleur mee. De giftigheid was al vroeg bekend: in de middeleeuwen waarschuwden monniken elkaar dat een enkele keer vergeten de handen te wassen voordat men ging eten al fataal kon zijn. Het pigment werd zelfs opzettelijk ingezet om handschriften te beschermen tegen insectenvraat. Het pigment had een citroengele tot oranje tint. De stof was zeer gewild wegens de hoge verzadiging en de lichtechtheid, een combinatie waarvoor toen geen enkel alternatief bestond. Daarbij speelde het een rol in de alchemie en werden er allerlei magische eigenschappen aan toegeschreven die samenhingen met de gouden kleur en de vreemde brekingseffecten van de kristallen. Dat gaf ook aanleiding tot de naam "koningsgeel" want orpiment en realgaar heetten in de alchemie de "Twee Koningen". Er was echter geen belangrijke toepassing in olieverf in welke techniek men het minder giftige en dure loodtingeel inzette. Het viel wegens de taaiheid ook nauwelijks in olie te wrijven. Een schilderij waarin onderzoek orpiment heeft aangetoond is de Kindermoord in Bethlehem door Peter Paul Rubens. In de negentiende eeuw werd orpiment volledig vervangen door minder giftige alternatieven zoals Indisch geel, gummigut en aureoline. Er was echter een kleine opleving aan het eind van die eeuw toen stromingen als het symbolisme om romantische redenen teruggrepen op "authentieke" historische pigmenten, vooral als die iets mysterieus hadden. Een belangrijke exporteur van het mineraal was in die periode Yunnan in China.

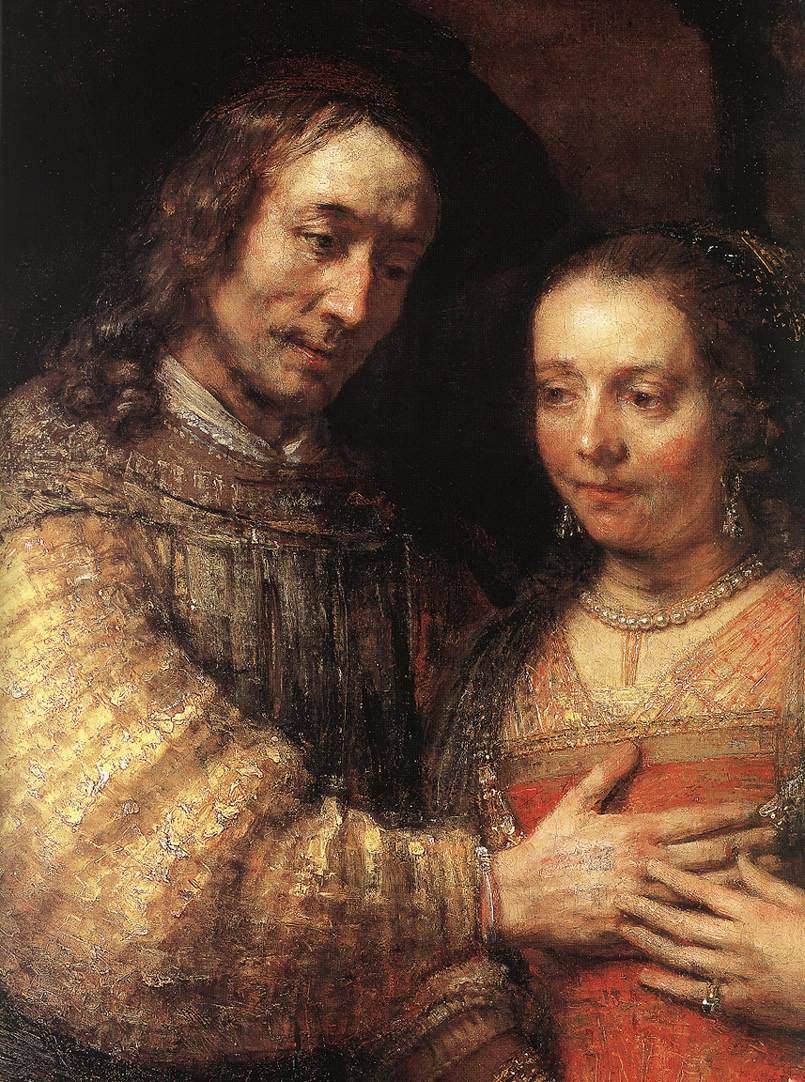
De schaduwpartijen van de mouw bevatten orpimnet

Tot de eenentwintigste eeuw werd gedacht dat synthetisch orpiment pas in de late negentiende eeuw aangemaakt werd. Moderne analysetechnieken toonden echter aan dat de procductie daarvan veel ouder is. Al in de Oudheid werd orpiment gezuiverd door het mineraal te verhitten met zwavel waardoor het sublimeerde. Sinds op z'n laatst in de vijftiende eeuw werd het in Europa synthetisch vervaardigd door sublimatie van arsenicum en zwavel. De stoffen konden droog verwerkt worden door verhitting of geprecipiteerd in een oplossing. Synthetisch orpiment is aangetoond in Rembrandts Joodse Bruidje, in de schaduwpartijen van de arm van Isaak, kennelijk om die levendiger te maken. Dit ging in tegen de standaardvoorschiften in toenmalige schilderboeken om het pigment alleen toe te passen in een glacis op een goed doordroogd lichter hoogsel. Het is ook aanwezig in De man met de rode muts, een werk uit dezelfde periode, dat vroeger wel aan Rembrandt werd toegeschreven.
Orpiment is halfdekkend. Het is goed lichtecht. Het verkleurt op zich niet maar reageert wel verkleurend met koperverbindingen zoals azuriet en groenspaan, vroeger de belangrijkste blauwe en groene pigmenten. Het werd daarom niet gebruikt om geelgroene tinten te mengen. Het reageert ook met loodverbindingen als loodwit en loodtingeel. Dat maakte het lastig bruikbaar voor olieverf. In olie droogt het pigment ook zeer langzaam. Vaak probeerde men het orpiment te isoleren door een laagje gom of was. Het is niet geschikt voor fresco want het kleurt zwart in de kalk. In de loop der eeuwen kan het oxideren tot een wit arsenicumoxide, As2O3, vooral in lijmverf. Het is zeer giftig en ieder contact moet vermeden worden, vooral als poeder en vloeistof. Dat wordt eenvoudiger gemaakt doordat de stof een afstotende zwavelgeur verspreidt. In de Colour Index is het het PY 39.